# Benz Parsifal
Il nome Benz Parsifal identifica una vasta famiglia di autovetture prodotte dal 1902 al 1905 dalla Casa automobilistica tedesca Benz & Cie.

## Storia e caratteristiche
All'alba del XX secolo, la Casa di Mannheim non si trovava in buone acque: la costante avversione di Karl Benz per le innovazioni portò rapidamente la Benz & Cie. ad essere tutt'altro che competitiva nei confronti della sua principale rivale, la Daimler Motoren Gesellschaft, la quale aveva invece da poco fondato un suo nuovo marchio, la Mercedes, con il quale stava riscuotendo consensi commerciali e successi sportivi.

Tra Benz e gli altri vertici della Casa, in particolare con Julius Ganss, altro membro del consiglio di amministrazione, vi furono molte discussioni. Ben presto, contro il volere di Karl Benz, Ganss assunse un giovane ingegnere francese, Marius Barbarou, che si gettò a capofitto nel progetto di nuovi motori da utilizzare nelle competizioni, nonché nella progettazione di una nuova gamma con cui svecchiare la gamma Benz. Karl Benz, contrariato, lasciò la sua stessa azienda per dare vita ad un suo ufficio progettazioni per contrastare l'operato alla Benz & Cie. Ma fu Barbarou ad avere la meglio: venne infatti avviata la gamma della Parsifal e contemporaneamente alcune versioni da gara vennero schierate contro le Simplex. Le vetture di casa Daimler, comunque superiori dal punto di vista tecnico, batterono inesorabilmente le Benz partecipanti. Ciò fu sufficiente a Ganss per licenziare Barbarou, ma i progetti del francese vennero mantenuti per proseguire con la commercializzazione delle Parsifal stradali. Con la dipartita di Barbarou, Karl Benz tornò alla sua azienda per collaborare alla carriera commerciale delle Parsifal, sebbene non fosse d'accordo su vari aspetti tecnologici.

In effetti la gamma delle Parsifal era del tutto particolare. In pratica, quasi ogni Benz prodotta dalla seconda metà del 1902 al 1905 apparteneva alla gamma Parsifal. Questa gamma ricopriva un range di motorizzazioni notevole: spaziava dal monocilindrico da un litro montato sulla Parsifal 8PS al grosso quadricilindrico da 5.9 litri montato sulla Parsifal 35PS. Con l'avvento della gamma Parsifal, le vetture della Benz divennero molto più moderne nell'impostazione, distaccandosi con decisione da quelle vetture metà automobile e metà carrozza che caratterizzavano la produzione della Casa di Mannheim nel periodo di transizione tra i due secoli. Anche dal punto di vista tecnologico, vi erano molte novità. L'assenza di Karl Benz durante la progettazione delle Parsifal aveva dato modo a Barbarou di poter montare finalmente la trasmissione ad albero cardanico in luogo di quella a cinghia. I motori, anche i bicilindrici, erano tutti in linea, sancendo così il pensionamento dei bicilindrici boxer. Il sistema di raffreddamento contava su un radiatore ad alette e su una pompa dell'acqua ad ingranaggi. Quando Karl Benz tornò alla sua azienda dovette digerire tutte queste novità senza nascondere naturalmente il suo disappunto, ma soprattutto rimase sdegnato all'idea di dover attribuire la progettazione di questa gamma di veicoli a Barbarou.

Poco tempo dopo il suo rientro, nell'aprile 1903, Karl Benz si defilò in via definitiva, anche se continuò a prestarvi servizio come consulente.

La gamma Parsifal, dal suo canto, non ottenne eccezionali numeri di vendita: ciò comportò alla fine del 1903 le dimissioni da parte di Julius Ganss, ma anche una nuova revisione della gamma. A quel punto le vendite tornarono lentamente a crescere ed alla fine del 1904 il bilancio dell'azienda tornò positivo. Ma nel 1905 vi fu l'uscita di produzione dell'intera gamma Parsifal, a favore di nuovi modelli che ne riprendessero l'eredità e che risultassero più appetibili per una clientela sempre più esigente. 

Dopo le dimissioni di Ganss, al vertice dell'azienda vennero a trovarsi nuovi personaggi, che già avevano collaborato fino a quel momento all'interno della Casa tedesca: Fritz Hammesfahr e Josef Brecht.

La breve epopea commerciale della gamma Parsifal testimonia con chiarezza il difficile periodo vissuto dalla Benz & Cie., che cercava di scrollarsi di dosso le conseguenze degli errori commessi, errori che l'avevano portata a scendere dal rango di maggior Casa automobilistica al mondo, quello di una Casa automobilistica in crisi ed in cerca di una propria nuova identità.

## La gammaParsifal
La gamma Parsifal spaziava tra livelli di cilindrata estremamente diversi e tra il 1903 ed il 1904 si identificò con l'intera gamma Benz.

Tutte le motorizzazioni erano accomunate da alcuni aspetti, come lo schema di distribuzione ad albero a camme laterale.

La gamma Parsifal era costruita partendo da un telaio in lamiera d'acciaio stampata. Le sospensioni erano ad assale rigido con molle a balestra su entrambi gli assi. I freni erano a nastro ed agivano sulle ruote posteriori. Il cambio era in genere a 3 marce, ma alcuni modelli di punta prevedevano le 4 marce. La frizione poteva invece essere a cono oppure ad espansione.

Nella seguente tabella vengono riportate le principali caratteristiche tecniche degli otto modelli appartenenti alla gamma Parsifal:
| Modello  | N°cilindri | Alesaggio/Corsa mm | Cilindrata cm³ | N° marce | Potenza CV/rpm | Velocità max | Anni di produzione |
| -------- | ---------- | ------------------ | -------------- | -------- | -------------- | ------------ | ------------------ |
| 8/10 PS  | 2          | 90x120             | 1527           | 3        | 8-10/1250      | 35           | 1902-03            |
| 10/12 PS | 2          | 100x110            | 1727           | 3        | 10-12/1280     | 40           | 1902-03            |
| 12/14 PS | 2          | 105x130            | 2250           | 3        | 12-14/1200     | 40           | 1902-03            |
| 16/20 PS | 4          | 90x110             | 3100           | 3        | 16-20/1280     | 60           | 1902-03            |
| 35PS     | 4          | 120x130            | 5880           | 4        | 35/1300        | 70           | 1903-04            |
| 8PS      | 1          | 105x110            | 952            | 3        | 8/1400         | 35           | 1903-04            |
| 12PS     | 2          | 105x130            | 2250           | 3        | 12/1300        | 40           | 1903-05            |
| 22PS     | 4          | 94x126             | 3496           | 3 o 4    | 22/1300        | 85           | 1903-05            |

## L'eredità dellaParsifal
Quando l'intera gamma Parsifal venne tolta di produzione, l'eredità venne ovviamente ripresa da più modelli, appartenenti a fasce di mercato diverse.

La 35PS, uscita di produzione alla fine del 1904, venne sostituita nel 1905 dalla Benz 35/40 PS, mentre il modello 22PS lasciò il testimone a due modelli: il primo, di cilindrata inferiore, era la Benz 18PS, mentre il secondo, di cilindrata e potenza superiori, era la Benz 28/30 PS.

Anche per quanto riguarda la versione di fascia intermedia, ossia la 12PS, i modelli che la sostituirono furono due, ma arrivarono alcuni anni dopo: nel 1908 debuttò infatti la 10/18 PS, mentre nel 1910 fu la volta della 8/18 PS. 

Nessuna eredità, invece, per la "piccola" del gruppo, ossia la 8PS, in quanto si è trattato dell'ultima Benz con motorizzazione intorno al litro di cilindrata.